# Historia del diseño asistido por computadora
Los fabricantes del sector del diseño asistido por computadora (CAD) siempre han sido punteros en aprovechar la tecnología informática más avanzada. El diseño con modelos 3D, técnicas de diseño vectorial, la medición automatizada, el trabajo directo con objetos y procedimientos, la organización en capas de los proyectos o la ampliación de los programas con extensiones especializadas, tienen su origen en aplicaciones de CAD, aunque actualmente se pueden encontrar en otros tipos de programas.
Los avances en el sector informático siempre han estado muy relacionados con el desarrollo y evolución de las aplicaciones CAD. El génesis de los programas de diseño asistido por computadora lo podemos situar al final del periodo de los ordenadores de primera generación, pero adquiere su completo desarrollo a partir de la aparición de los ordenadores de cuarta generación, en que nacen los circuitos de alta escala de integración LSI (Large Scale Integration) y ya están desarrollados en su totalidad los lenguajes de alto nivel. Se encuentran desarrolladas: la segmentación con el propósito de permitir la ejecución simultánea de muchas partes del programa, la memoria virtual utilizando sistemas de memoria jerárquicamente estructurados y la multiprogramación.
A destacar el gran impacto en la productividad que supone para las empresas el emplear técnicas de CAD. Desde el inicio, las grandes empresas han apostado por el CAD y ello supone importantes inversiones que, como es lógico, potencian y convierten el CAD en un producto estratégico con un gran mercado.

## Antecedentes
En 1955, el Lincoln Laboratory del Instituto de Tecnología de Massachusetts (MIT) desarrolla el primer sistema gráfico SAGE (Semi Automatic Ground Environment) de las Fuerzas Aéreas Norteamericanas (US Air Forces). Este procesaba datos de radar y otras informaciones de localizaciones de objetos mostrándolos a través de una pantalla CRT (Tubo de rayos catódicos).
En ese mismo lugar, en 1962 Ivan Sutherland desarrolla el sistema Sketchpad basado en su propia tesis doctoral “A Machines Graphics Comunications System”. Con ello establece las bases que conocemos hoy en día sobre los gráficos interactivos por ordenador. Sutherland propuso la idea de utilizar un teclado y un lápiz óptico para seleccionar situar y dibujar conjuntamente con una imagen representada en la pantalla.
Aunque la mayor innovación fue la estructura de datos utilizada por Sutherland. Estaba basada en la topología del objeto que iba a representar, es decir describía con toda exactitud las relaciones entre las diferentes partes que lo componía, introduciendo así, lo que se conoce como programación orientada a objetos, muy diferente a todo lo conocido hasta ahora.
Antes de esto, las representaciones visuales de un objeto realizadas en el ordenador, se habían basado en un dibujo y no en el objeto en sí mismo. Con el sistema Sketchpad de Sutherland, se trazaba una clara distinción entre el modelo representado en la estructura de datos y el dibujo que se veía en la pantalla.
Se desarrollaron en ITEK y General Motors proyectos paralelos al Sketchpad. El proyecto de ITEK (conocido como "The Electronic Drafting Machine") utilizaba: una pantalla vectorial con memoria de refresco en disco duro, un ordenador PDP-1 de Digital Equipment Corp. y una tableta y lápiz electrónico para introducir los datos.
En 1963 causa un gran revuelo la implementación en universidades del sistema Sketchpad. Lo más interesante fue la demostración de que el ordenador era capaz de calcular que líneas eran las que definían la parte observable del objeto a la par que eliminaba de la pantalla el resto. Las líneas ocultas eran almacenadas en la memoria del ordenador, en la base de datos, y volvían a aparecer cuando se colocaba el cuerpo en una posición diferente respecto al observador. Las limitaciones del sistema procedían más de la capacidad del ordenador que del principio conceptual como tal.
El profesor Charles Eastman de la Universidad Carnegie Mellon desarrolla BDS (Building Description System). Este sistema estaba basado en una librería que incluía muchos elementos arquitectónicos que pueden ser ensamblados y mostrar sobre la pantalla un diseño arquitectónico al completo.

## El CAD irrumpe en el mercado
Basado en ITEK Control Data Corp., en 1965 se comercializa el primer CAD con un precio de 500.000 US$. En ese año, el profesor J. F. Baker, jefe del Departamento de Ingeniería de la Universidad de Cambridge, inicia en Europa las investigaciones trabajando con un ordenador gráfico PDP11. A. R. Forrest realiza el primer estudio de investigación con un CAD, realizando intersección de dos cilindros.
En 1969, Computervision desarrolla el primer plotter (trazador) y en el mismo año una sociedad de ingeniería de Bilbao, Sener ya lo utiliza en su programa para el diseño de buques. Un año más tarde empresas del mundo aeroespacial y del automóvil (General Motors, Lockheed, Chrysler, Ford) comienzan a utilizar sistemas CAD. En 1975 Textronic desarrolla la primera pantalla de 19 pulgadas, así como también el primer sistema CAD/CAM de la mano de AMD (Avión Marcel Dassault), siendo Lockheed la primera empresa en adquirirlo. A los dos años se crea en la Universidad de Cambridge el Delta Technical Services y un año después se desarrolla el primer terminal gráfico mediante tecnología raster de la mano de Computervision.
El precio de los sistemas CAD en estos años finales de los 70 rondaba los 125.000 US$.
En el año 1979, Boeing, General Electric y NIST desarrollan un formato neutral de intercambio de datos IGES (Initial Graphics Exchange Standard) y en el 1980 se crea Matra Datadivision. En ese mismo año, nace Investrónica, empresa española con desarrollos CAD y CAM orientados al sector textil-confección.
Finalmente, en 1981 se crea Dassault Systèmes, así como también la empresa 3D/Eye Inc. se convierte en la pionera en 3D y tecnología de gráficos, basados en desarrollos de la Universidad de Cornell. Unigraphics presenta Unisolid, el primer sistema de modelado sólido sobre un ordenador PADL-2

## La difusión global del CAD
En los años 1980, Jhon walker funda AutoCAD (1982) junto a otros 12 fundadores. Compuesto por 70 personas, querían producir un programa CAD para PC con un coste inferior a los 1000 US$. En el Comdex de noviembre de Las Vegas se presenta el primer AutoCAD.
Se inicia el sistema universal de transferencia de datos STEP (Standard for the Exchange of Product model data) en 1983. Dos años más tarde se presenta MicroStation, desarrollo CAD para PC, basado en PseudoStation de Bentley System, que permitía ver dibujos en formato IGES.
Ya en la década de los 90, McDonnell Douglas (Boeing) selecciona el sistema Unigraphics para su empresa. En el año 1992, nace el primer AutoCAD sobre plataforma Sun, y 3 años más tarde sale al mercado la primera versión para Microsoft Windows (versión 12). Unigraphics da el salto a Windows en 1995, consiguiendo que un año después General Motors firme el mayor contrato de la historia CAD/CAM con ellos.
Los líderes mundiales del mercado CAD/CAM son, en este orden: 
- Parametric Technology
- Dassault Systèmes
- EDS/Intergraph
- SDRC
- Autodesk

El volumen del mercado asciende a 95.800M USD en Estados Unidos y en Europa a 24.500M €.
En 1997, Autodesk desarrolla AutoCAD R14. Más allá de nuevas utilidades, R14 fue un renacer de AutoCAD. El código fue reescrito totalmente. Hacia todo lo que su predecesor, pero mucho mejor, más rápido, casi sin errores y de manera más sencilla. Desde la misma instalación los cambios eran notorios en todos los aspectos del sistema, permitiendo mejorar en mucho la calidad y la productividad. La importancia del AutoCAD 14 es que estableció un parámetro de estandarización para todos los programas de la industria en relación con el usuario final de pequeño a mediano tamaño.
El nuevo siglo, vería la aparición de nuevos programas, como el ArchiCAD (en sus versiones 6.5 a 14) orientado a un diseño por objetos paramétricos construidos en un medio integrado 2D/3D, de neta orientación a la arquitectura; o el sketchup, que revoluciona el concepto de CAD al incorporar la idea de la construcción intuitiva mediante líneas de los objetos, muy cerca del dibujo manual tradicional, pero con la aportación de una construcción tridimensional asociada. Asimismo, la aparición de mejores modeladores tridimensionales y de programas y plug-ins para la tarea de renderizado capaces de montarse sobre diversas plataformas de software (como el renderizador V-ray) ha construido un mercado variado e interconectado donde las soluciones propietarias únicas cada vez resultan menos flexibles y adaptables.
Los últimos años han visto la aparición del concepto BIM (Building Integrated Model), un modelo de intercambio e interoperatividad entre los programas de diseño asistido por computadora de tipo general (AutoCAD, ArchiCAD, Sketchup) y programas específicos de las especialidades.
El software CAD está en continua evolución, adaptándose cada vez más a los nuevos tiempos. El uso de las tres dimensiones es cada vez más frecuente, y por ello ese es un aspecto que se mejora en cada versión de los programas, ganando en estabilidad, velocidad y prestaciones.